# IC 1516
IC 1516 је спирална галаксија у сазвјежђу Рибе која се налази на листи објеката дубоког неба у Индекс каталогу.
Деклинација објекта је - 0° 55' 1" а ректасцензија 23h 56m 7,1s. Привидна величина (магнитуда) објекта IC 1516 износи 13,1 а фотографска магнитуда 13,9. IC 1516 је још познат и под ознакама UGC 12852, MCG 0-1-6, CGCG 382-4, KCPG 597B, IRAS 23535-0111, PGC 72927.